# Поняна Ларио
Поня̀на Ла̀рио (на италиански: Pognana Lario; на ломбардски: Pugnana, Пуняна) е село и община в Северна Италия, провинция Комо, регион Ломбардия. Разположено е на 307 m надморска височина, на югозападния бряг на езеро Лаго ди Комо. Населението на общината е 683 души (към 2017 г.).